# Banikowski Kocioł

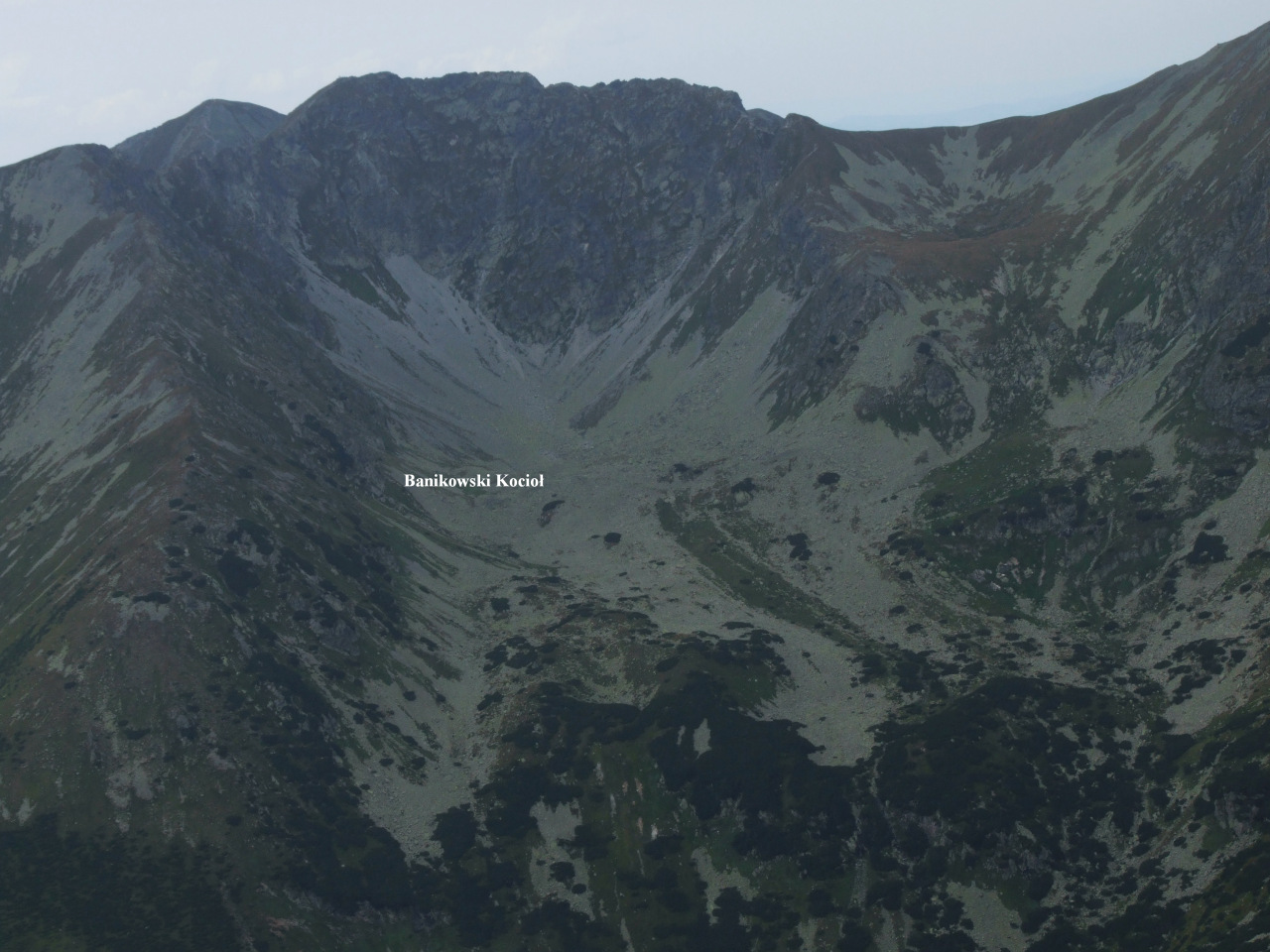
Banikowski Kocioł

Banikowski Kocioł (słow. Banikovský kotol) – kocioł lodowcowy w słowackiej części Tatr Zachodnich. Znajduje się w górnej części Doliny Żarskiej, pod południowymi zboczami Banówki i zachodnimi zboczami grani łączącej Banówkę z Jałowieckim Przysłopem. Wchodzi w skład Wielkich Zawratów. Banikowski Kocioł to bezwodne, kamienne pustkowie zawalone gruzowiskiem granodiorytów, niemal pozbawione jakichkolwiek roślin. Nie prowadzi tędy żaden szlak turystyki pieszej.